# Fabián Bielinsky
Fabián Bielinsky (ur. 3 lutego 1959 w Buenos Aires, zm. 28 czerwca 2006 w São Paulo) – argentyński reżyser filmowy.

## Życiorys
Jego pełnometrażowy debiut, Dziewięć królowych, spotkał się z bardzo dobrym przyjęciem przez argentyńskich krytyków.
Przyczyną śmierci był zawał serca. Pozostawił żonę i syna.

## Filmografia
- 2000: Dziewięć królowych
- 2005: El aura